# Дирихлеов карактер
У аналитичкој теорији бројева и сродним гранама математике, комплексно-вредносна аритметичка функција {\displaystyle \chi :\mathbb {Z} \rightarrow \mathbb {C} } је Дирихлеов карактер модула {\displaystyle m} (где је {\displaystyle m} позитиван цео број) ако за све целе бројеве {\displaystyle a} и {\displaystyle b} важи:
1. {\displaystyle \chi (ab)=\chi (a)\chi (b);} то јест, {\displaystyle \chi } је потпуно мултипликативна функција.
2. {\displaystyle \chi (a){\begin{cases}=0&{\text{ако је }}\gcd(a,m)>1\\\neq 0&{\text{ако је }}\gcd(a,m)=1.\end{cases}}} (gcd је највећи заједнички делилац)
3. {\displaystyle \chi (a+m)=\chi (a)}; то јест, {\displaystyle \chi } је периодична са периодом {\displaystyle m}.

Најједноставнији могући карактер, назван главни карактер, који се обично означава са {\displaystyle \chi _{0}} (погледајте Нотација испод), постоји за све модуле:
{\displaystyle \chi _{0}(a)={\begin{cases}0&{\text{ако је }}\gcd(a,m)>1\\1&{\text{ако је }}\gcd(a,m)=1.\end{cases}}}
Немачки математичар Петер Густав Лежен Дирихле — по коме је карактер добио име — увео је ове функције у свом раду из 1837. године о простим бројевима у аритметичким прогресијама. У том раду, користећи концепте математичке анализе за решавање алгебарског проблема, Дирихле је практично утемељио грану аналитичке теорије бројева. При доказивању своје теореме, увео је Дирихлеове карактере и L-функције.

## Нотација
{\displaystyle \phi (n)} је Ојлерова фи функција.
{\displaystyle \zeta _{n}} је комплексни примитивни n-ти корен јединице:
{\displaystyle \zeta _{n}^{n}=1,} али {\displaystyle \zeta _{n}\neq 1,\zeta _{n}^{2}\neq 1,...\zeta _{n}^{n-1}\neq 1.}
{\displaystyle (\mathbb {Z} /m\mathbb {Z} )^{\times }} је група јединица мод {\displaystyle m}. Има ред {\displaystyle \phi (m).}
{\displaystyle {\widehat {(\mathbb {Z} /m\mathbb {Z} )^{\times }}}} је група Дирихлеових карактера мод {\displaystyle m}.
{\displaystyle p,p_{k},} итд. су прости бројеви.
{\displaystyle (m,n)} је стандардна скраћеница за {\displaystyle \gcd(m,n)}
{\displaystyle \chi (a),\chi '(a),\chi _{r}(a),} итд. су Дирихлеови карактери. (мало грчко слово хи за „карактер”)
Не постоји стандардна нотација за Дирихлеове карактере која укључује модул. У многим контекстима (као у доказу Дирихлеове теореме) модул је фиксиран. У другим контекстима, као у овом чланку, појављују се карактери различитих модула. Где је прикладно, овај чланак користи варијацију Конрејевог означавања (које је увео Брајан Конреј и користи ЛМФДБ).
У овом означавању, карактери за модул {\displaystyle m} означавају се са {\displaystyle \chi _{m,t}(a)} где је индекс {\displaystyle t} описан у одељку група карактера испод. У овом означавању, {\displaystyle \chi _{m,\_}(a)} означава неодређени карактер, а {\displaystyle \chi _{m,1}(a)} означава главни карактер мод {\displaystyle m}.

## Однос са групним карактерима
Реч „карактер” се користи на неколико начина у математици. У овом одељку, односи се на хомоморфизам из групе {\displaystyle G} (написане мултипликативно) у мултипликативну групу поља комплексних бројева:
{\displaystyle \eta :G\rightarrow \mathbb {C} ^{\times },\;\;\eta (gh)=\eta (g)\eta (h),\;\;\eta (g^{-1})=\eta (g)^{-1}.}
Скуп карактера означава се са {\displaystyle {\widehat {G}}.} Ако се производ два карактера дефинише тачкастим множењем {\displaystyle \eta \theta (a)=\eta (a)\theta (a),} идентитет тривијалним карактером {\displaystyle \eta _{0}(a)=1} и инверз комплексном инверзијом {\displaystyle \eta ^{-1}(a)=\eta (a)^{-1}}, тада {\displaystyle {\widehat {G}}} постаје абелова група.
Ако је {\displaystyle A} коначна абелова група, тада постоји изоморфизам {\displaystyle A\cong {\widehat {A}}}, и важе релације ортогоналности:
{\displaystyle \sum _{a\in A}\eta (a)={\begin{cases}|A|&{\text{ ако је  }}\eta =\eta _{0}\\0&{\text{ ако је  }}\eta \neq \eta _{0}\end{cases}}}     и     {\displaystyle \sum _{\eta \in {\widehat {A}}}\eta (a)={\begin{cases}|A|&{\text{ ако је  }}a=1\\0&{\text{ ако је  }}a\neq 1.\end{cases}}}
Елементи коначне абелове групе {\displaystyle (\mathbb {Z} /m\mathbb {Z} )^{\times }} су класе остатака {\displaystyle [a]=\{x:x\equiv a{\pmod {m}}\}} где је {\displaystyle (a,m)=1.}
Групни карактер {\displaystyle \rho :(\mathbb {Z} /m\mathbb {Z} )^{\times }\rightarrow \mathbb {C} ^{\times }} се може проширити на Дирихлеов карактер {\displaystyle \chi :\mathbb {Z} \rightarrow \mathbb {C} } дефинисањем
{\displaystyle \chi (a)={\begin{cases}0&{\text{ако је }}[a]\not \in (\mathbb {Z} /m\mathbb {Z} )^{\times }&{\text{тј. }}(a,m)>1\\\rho ([a])&{\text{ако је }}[a]\in (\mathbb {Z} /m\mathbb {Z} )^{\times }&{\text{тј. }}(a,m)=1,\end{cases}}}
и обрнуто, Дирихлеов карактер мод {\displaystyle m} дефинише групни карактер на {\displaystyle (\mathbb {Z} /m\mathbb {Z} )^{\times }.}
Парафразирајући Давенпорта, Дирихлеови карактери се могу сматрати посебним случајем карактера абелових група. Али овај чланак прати Дирихлеа дајући директан и конструктиван приказ. То је делимично из историјских разлога, јер је Дирихлеов рад претходио развоју теорије група за неколико деценија, а делимично из математичког разлога, наиме што група у питању има једноставну и занимљиву структуру која се замагљује ако се третира као општа абелова група.

## Елементарне чињенице
4) Пошто је {\displaystyle \gcd(1,m)=1,} својство 2) каже да је {\displaystyle \chi (1)\neq 0}, па се може скратити са обе стране једнакости {\displaystyle \chi (1)\chi (1)=\chi (1\times 1)=\chi (1)}:
{\displaystyle \chi (1)=1.}
5) Својство 3) је еквивалентно са
ако је {\displaystyle a\equiv b{\pmod {m}}}   онда је {\displaystyle \chi (a)=\chi (b).}
6) Својство 1) имплицира да, за било који позитиван цео број {\displaystyle n}
{\displaystyle \chi (a^{n})=\chi (a)^{n}.}
7) Ојлерова теорема каже да ако је {\displaystyle (a,m)=1}, онда је {\displaystyle a^{\phi (m)}\equiv 1{\pmod {m}}.} Према томе,
{\displaystyle \chi (a)^{\phi (m)}=\chi (a^{\phi (m)})=\chi (1)=1.}
То јест, ненулте вредности од {\displaystyle \chi (a)} су {\displaystyle \phi (m)}-ти корени јединице:
{\displaystyle \chi (a)={\begin{cases}0&{\text{ако је }}\gcd(a,m)>1\\\zeta _{\phi (m)}^{r}&{\text{ако је }}\gcd(a,m)=1\end{cases}}}
за неки цео број {\displaystyle r} који зависи од {\displaystyle \chi ,\zeta ,} и {\displaystyle a}. Ово имплицира да постоји само коначан број карактера за дати модул.
8) Ако су {\displaystyle \chi } и {\displaystyle \chi '} два карактера за исти модул, и њихов производ {\displaystyle \chi \chi ',} дефинисан тачкастим множењем, јесте карактер:
{\displaystyle \chi \chi '(a)=\chi (a)\chi '(a)}   ({\displaystyle \chi \chi '} очигледно задовољава 1-3).
Главни карактер је идентитет:
{\displaystyle \chi \chi _{0}(a)=\chi (a)\chi _{0}(a)={\begin{cases}0\times 0&=\chi (a)&{\text{ако је }}\gcd(a,m)>1\\\chi (a)\times 1&=\chi (a)&{\text{ако је }}\gcd(a,m)=1.\end{cases}}}
9) Нека {\displaystyle a^{-1}} означава инверз од {\displaystyle a} у {\displaystyle (\mathbb {Z} /m\mathbb {Z} )^{\times }}.
Тада је
{\displaystyle \chi (a)\chi (a^{-1})=\chi (aa^{-1})=\chi (1)=1,} па је {\displaystyle \chi (a^{-1})=\chi (a)^{-1},} што проширује својство 6) на све целе бројеве.
Комплексни конјугат корена јединице је такође његов инверз (погледајте овде за детаље), па за {\displaystyle (a,m)=1} важи
{\displaystyle {\overline {\chi }}(a)=\chi (a)^{-1}=\chi (a^{-1}).}   ({\displaystyle {\overline {\chi }}} такође очигледно задовољава 1-3).
Дакле, за све целе бројеве {\displaystyle a}
{\displaystyle \chi (a){\overline {\chi }}(a)={\begin{cases}0&{\text{ако је }}\gcd(a,m)>1\\1&{\text{ако је }}\gcd(a,m)=1\end{cases}};}   другим речима  {\displaystyle \chi {\overline {\chi }}=\chi _{0}}. 
10) Множење и идентитет дефинисани у 8) и инверзија дефинисана у 9) претварају скуп Дирихлеових карактера за дати модул у коначну абелову групу.

## Група карактера
Постоје три различита случаја јер групе {\displaystyle (\mathbb {Z} /m\mathbb {Z} )^{\times }} имају различите структуре у зависности од тога да ли је {\displaystyle m} степен 2, степен непарног простог броја, или производ степена простих бројева.

### Степени непарних простих бројева
Ако је {\displaystyle q=p^{k}} непаран број, {\displaystyle (\mathbb {Z} /q\mathbb {Z} )^{\times }} је циклична реда {\displaystyle \phi (q)}; генератор се назива примитивни корен мод {\displaystyle q}.
Нека је {\displaystyle g_{q}} примитивни корен и за {\displaystyle (a,q)=1} дефинишемо функцију {\displaystyle \nu _{q}(a)} (индекс од {\displaystyle a}) са
{\displaystyle a\equiv g_{q}^{\nu _{q}(a)}{\pmod {q}},}
{\displaystyle 0\leq \nu _{q}<\phi (q).}
За {\displaystyle (ab,q)=1,\;\;a\equiv b{\pmod {q}}} ако и само ако је {\displaystyle \nu _{q}(a)=\nu _{q}(b).} Пошто је
{\displaystyle \chi (a)=\chi (g_{q}^{\nu _{q}(a)})=\chi (g_{q})^{\nu _{q}(a)},}   {\displaystyle \chi } је одређен својом вредношћу на {\displaystyle g_{q}.}
Нека је {\displaystyle \omega _{q}=\zeta _{\phi (q)}} примитивни {\displaystyle \phi (q)}-ти корен јединице. Из својства 7) изнад, могуће вредности од {\displaystyle \chi (g_{q})} су
{\displaystyle \omega _{q},\omega _{q}^{2},...\omega _{q}^{\phi (q)}=1.} Ове различите вредности дају {\displaystyle \phi (q)} Дирихлеових карактера мод {\displaystyle q.} За {\displaystyle (r,q)=1} дефинишемо {\displaystyle \chi _{q,r}(a)} као
{\displaystyle \chi _{q,r}(a)={\begin{cases}0&{\text{ако је }}\gcd(a,q)>1\\\omega _{q}^{\nu _{q}(r)\nu _{q}(a)}&{\text{ако је }}\gcd(a,q)=1.\end{cases}}}
Тада за {\displaystyle (rs,q)=1} и све {\displaystyle a} и {\displaystyle b}
{\displaystyle \chi _{q,r}(a)\chi _{q,r}(b)=\chi _{q,r}(ab),} што показује да је {\displaystyle \chi _{q,r}} карактер, и
{\displaystyle \chi _{q,r}(a)\chi _{q,s}(a)=\chi _{q,rs}(a),} што даје експлицитан изоморфизам {\displaystyle {\widehat {(\mathbb {Z} /p^{k}\mathbb {Z} )^{\times }}}\cong (\mathbb {Z} /p^{k}\mathbb {Z} )^{\times }.}

#### Примериm= 3, 5, 7, 9
2 је примитивни корен мод 3.   ({\displaystyle \phi (3)=2})
{\displaystyle 2^{1}\equiv 2,\;2^{2}\equiv 2^{0}\equiv 1{\pmod {3}},}
па су вредности од {\displaystyle \nu _{3}}
{\displaystyle {\begin{array}{|c|c|c|c|c|c|c|}a&1&2\\\hline \nu _{3}(a)&0&1\\\end{array}}}.
Ненулте вредности карактера мод 3 су
{\displaystyle {\begin{array}{|c|c|c|c|c|c|c|}&1&2\\\hline \chi _{3,1}&1&1\\\chi _{3,2}&1&-1\\\end{array}}}
2 је примитивни корен мод 5.   ({\displaystyle \phi (5)=4})
{\displaystyle 2^{1}\equiv 2,\;2^{2}\equiv 4,\;2^{3}\equiv 3,\;2^{4}\equiv 2^{0}\equiv 1{\pmod {5}},}
па су вредности од {\displaystyle \nu _{5}}
{\displaystyle {\begin{array}{|c|c|c|c|c|c|c|}a&1&2&3&4\\\hline \nu _{5}(a)&0&1&3&2\\\end{array}}}.
Ненулте вредности карактера мод 5 су
{\displaystyle {\begin{array}{|c|c|c|c|c|c|c|}&1&2&3&4\\\hline \chi _{5,1}&1&1&1&1\\\chi _{5,2}&1&i&-i&-1\\\chi _{5,3}&1&-i&i&-1\\\chi _{5,4}&1&-1&-1&1\\\end{array}}}
3 је примитивни корен мод 7.   ({\displaystyle \phi (7)=6})
{\displaystyle 3^{1}\equiv 3,\;3^{2}\equiv 2,\;3^{3}\equiv 6,\;3^{4}\equiv 4,\;3^{5}\equiv 5,\;3^{6}\equiv 3^{0}\equiv 1{\pmod {7}},}
па су вредности од {\displaystyle \nu _{7}}
{\displaystyle {\begin{array}{|c|c|c|c|c|c|c|}a&1&2&3&4&5&6\\\hline \nu _{7}(a)&0&2&1&4&5&3\\\end{array}}}.
Ненулте вредности карактера мод 7 су ({\displaystyle \omega =\zeta _{6},\;\;\omega ^{3}=-1})
{\displaystyle {\begin{array}{|c|c|c|c|c|c|c|}&1&2&3&4&5&6\\\hline \chi _{7,1}&1&1&1&1&1&1\\\chi _{7,2}&1&-\omega &\omega ^{2}&\omega ^{2}&-\omega &1\\\chi _{7,3}&1&\omega ^{2}&\omega &-\omega &-\omega ^{2}&-1\\\chi _{7,4}&1&\omega ^{2}&-\omega &-\omega &\omega ^{2}&1\\\chi _{7,5}&1&-\omega &-\omega ^{2}&\omega ^{2}&\omega &-1\\\chi _{7,6}&1&1&-1&1&-1&-1\\\end{array}}}.
2 је примитивни корен мод 9.   ({\displaystyle \phi (9)=6})
{\displaystyle 2^{1}\equiv 2,\;2^{2}\equiv 4,\;2^{3}\equiv 8,\;2^{4}\equiv 7,\;2^{5}\equiv 5,\;2^{6}\equiv 2^{0}\equiv 1{\pmod {9}},}
па су вредности од {\displaystyle \nu _{9}}
{\displaystyle {\begin{array}{|c|c|c|c|c|c|c|}a&1&2&4&5&7&8\\\hline \nu _{9}(a)&0&1&2&5&4&3\\\end{array}}}.
Ненулте вредности карактера мод 9 су ({\displaystyle \omega =\zeta _{6},\;\;\omega ^{3}=-1})
{\displaystyle {\begin{array}{|c|c|c|c|c|c|c|}&1&2&4&5&7&8\\\hline \chi _{9,1}&1&1&1&1&1&1\\\chi _{9,2}&1&\omega &\omega ^{2}&-\omega ^{2}&-\omega &-1\\\chi _{9,4}&1&\omega ^{2}&-\omega &-\omega &\omega ^{2}&1\\\chi _{9,5}&1&-\omega ^{2}&-\omega &\omega &\omega ^{2}&-1\\\chi _{9,7}&1&-\omega &\omega ^{2}&\omega ^{2}&-\omega &1\\\chi _{9,8}&1&-1&1&-1&1&-1\\\end{array}}}.

### Степени 2
{\displaystyle (\mathbb {Z} /2\mathbb {Z} )^{\times }} је тривијална група са једним елементом. {\displaystyle (\mathbb {Z} /4\mathbb {Z} )^{\times }} је циклична група реда 2. За 8, 16 и веће степене 2, не постоји примитивни корен; степени од 5 су јединице {\displaystyle \equiv 1{\pmod {4}}}, а њихови негативи су јединице {\displaystyle \equiv 3{\pmod {4}}.}
На пример
{\displaystyle 5^{1}\equiv 5,\;5^{2}\equiv 5^{0}\equiv 1{\pmod {8}}}
{\displaystyle 5^{1}\equiv 5,\;5^{2}\equiv 9,\;5^{3}\equiv 13,\;5^{4}\equiv 5^{0}\equiv 1{\pmod {16}}}
{\displaystyle 5^{1}\equiv 5,\;5^{2}\equiv 25,\;5^{3}\equiv 29,\;5^{4}\equiv 17,\;5^{5}\equiv 21,\;5^{6}\equiv 9,\;5^{7}\equiv 13,\;5^{8}\equiv 5^{0}\equiv 1{\pmod {32}}.}
Нека је {\displaystyle q=2^{k},\;\;k\geq 3}; тада је {\displaystyle (\mathbb {Z} /q\mathbb {Z} )^{\times }} директан производ цикличне групе реда 2 (генерисане са −1) и цикличне групе реда {\displaystyle {\frac {\phi (q)}{2}}} (генерисане са 5).
За непарне бројеве {\displaystyle a} дефинишемо функције {\displaystyle \nu _{0}} и {\displaystyle \nu _{q}} са
{\displaystyle a\equiv (-1)^{\nu _{0}(a)}5^{\nu _{q}(a)}{\pmod {q}},}
{\displaystyle 0\leq \nu _{0}<2,\;\;0\leq \nu _{q}<{\frac {\phi (q)}{2}}.}
За непарне {\displaystyle a} и {\displaystyle b,\;\;a\equiv b{\pmod {q}}} ако и само ако је {\displaystyle \nu _{0}(a)=\nu _{0}(b)} и {\displaystyle \nu _{q}(a)=\nu _{q}(b).}
За непаран {\displaystyle a} вредност {\displaystyle \chi (a)} је одређена вредностима од {\displaystyle \chi (-1)} и {\displaystyle \chi (5).}
Нека је {\displaystyle \omega _{q}=\zeta _{\frac {\phi (q)}{2}}} примитивни {\displaystyle {\frac {\phi (q)}{2}}}-ти корен јединице. Могуће вредности {\displaystyle \chi ((-1)^{\nu _{0}(a)}5^{\nu _{q}(a)})} су
{\displaystyle \pm \omega _{q},\pm \omega _{q}^{2},...\pm \omega _{q}^{\frac {\phi (q)}{2}}=\pm 1.} Ове различите вредности дају {\displaystyle \phi (q)} Дирихлеових карактера мод {\displaystyle q.} За непаран {\displaystyle r} дефинишемо {\displaystyle \chi _{q,r}(a)} са
{\displaystyle \chi _{q,r}(a)={\begin{cases}0&{\text{ако је }}a{\text{ паран}}\\(-1)^{\nu _{0}(r)\nu _{0}(a)}\omega _{q}^{\nu _{q}(r)\nu _{q}(a)}&{\text{ако је }}a{\text{ непаран}}.\end{cases}}}
Тада за непарне {\displaystyle r} и {\displaystyle s} и све {\displaystyle a} и {\displaystyle b}
{\displaystyle \chi _{q,r}(a)\chi _{q,r}(b)=\chi _{q,r}(ab)} што показује да је {\displaystyle \chi _{q,r}} карактер, и
{\displaystyle \chi _{q,r}(a)\chi _{q,s}(a)=\chi _{q,rs}(a)} што показује да је {\displaystyle {\widehat {(\mathbb {Z} /2^{k}\mathbb {Z} )^{\times }}}\cong (\mathbb {Z} /2^{k}\mathbb {Z} )^{\times }.}

#### Примериm= 2, 4, 8, 16
Једини карактер мод 2 је главни карактер {\displaystyle \chi _{2,1}}.
−1 је примитивни корен мод 4 ({\displaystyle \phi (4)=2})
{\displaystyle {\begin{array}{|||}a&1&3\\\hline \nu _{0}(a)&0&1\\\end{array}}}
Ненулте вредности карактера мод 4 су
{\displaystyle {\begin{array}{|c|c|c|c|c|c|c|}&1&3\\\hline \chi _{4,1}&1&1\\\chi _{4,3}&1&-1\\\end{array}}}
−1 и 5 генеришу јединице мод 8 ({\displaystyle \phi (8)=4})
{\displaystyle {\begin{array}{|||}a&1&3&5&7\\\hline \nu _{0}(a)&0&1&0&1\\\nu _{8}(a)&0&1&1&0\\\end{array}}}.
Ненулте вредности карактера мод 8 су
{\displaystyle {\begin{array}{|c|c|c|c|c|c|c|}&1&3&5&7\\\hline \chi _{8,1}&1&1&1&1\\\chi _{8,3}&1&1&-1&-1\\\chi _{8,5}&1&-1&-1&1\\\chi _{8,7}&1&-1&1&-1\\\end{array}}}
−1 и 5 генеришу јединице мод 16 ({\displaystyle \phi (16)=8})
{\displaystyle {\begin{array}{|||}a&1&3&5&7&9&11&13&15\\\hline \nu _{0}(a)&0&1&0&1&0&1&0&1\\\nu _{16}(a)&0&3&1&2&2&1&3&0\\\end{array}}}.
Ненулте вредности карактера мод 16 су
{\displaystyle {\begin{array}{|||}&1&3&5&7&9&11&13&15\\\hline \chi _{16,1}&1&1&1&1&1&1&1&1\\\chi _{16,3}&1&-i&-i&1&-1&i&i&-1\\\chi _{16,5}&1&-i&i&-1&-1&i&-i&1\\\chi _{16,7}&1&1&-1&-1&1&1&-1&-1\\\chi _{16,9}&1&-1&-1&1&1&-1&-1&1\\\chi _{16,11}&1&i&i&1&-1&-i&-i&-1\\\chi _{16,13}&1&i&-i&-1&-1&-i&i&1\\\chi _{16,15}&1&-1&1&-1&1&-1&1&-1\\\end{array}}}.

### Производи степена простих бројева
Нека је {\displaystyle m=p_{1}^{m_{1}}p_{2}^{m_{2}}\cdots p_{k}^{m_{k}}=q_{1}q_{2}\cdots q_{k}} где је {\displaystyle p_{1}<p_{2}<\dots <p_{k}} факторизација од {\displaystyle m} на степене простих бројева. Група јединица мод {\displaystyle m} је изоморфна директном производу група мод {\displaystyle q_{i}}:
{\displaystyle (\mathbb {Z} /m\mathbb {Z} )^{\times }\cong (\mathbb {Z} /q_{1}\mathbb {Z} )^{\times }\times (\mathbb {Z} /q_{2}\mathbb {Z} )^{\times }\times \dots \times (\mathbb {Z} /q_{k}\mathbb {Z} )^{\times }.}
Ово значи да 1) постоји један-на-један кореспонденција између {\displaystyle a\in (\mathbb {Z} /m\mathbb {Z} )^{\times }} и {\displaystyle k}-торки {\displaystyle (a_{1},a_{2},\dots ,a_{k})} где је {\displaystyle a_{i}\in (\mathbb {Z} /q_{i}\mathbb {Z} )^{\times }} 
и 2) множење мод {\displaystyle m} одговара координатном множењу {\displaystyle k}-торки:  
{\displaystyle ab\equiv c{\pmod {m}}} одговара
{\displaystyle (a_{1},a_{2},\dots ,a_{k})\times (b_{1},b_{2},\dots ,b_{k})=(c_{1},c_{2},\dots ,c_{k})} где је {\displaystyle c_{i}\equiv a_{i}b_{i}{\pmod {q_{i}}}.}
Кинеска теорема о остацима (КТО) имплицира да су {\displaystyle a_{i}} једноставно {\displaystyle a_{i}\equiv a{\pmod {q_{i}}}.}
Постоје подгрупе {\displaystyle G_{i}<(\mathbb {Z} /m\mathbb {Z} )^{\times }} такве да је
{\displaystyle G_{i}\cong (\mathbb {Z} /q_{i}\mathbb {Z} )^{\times }} и
{\displaystyle G_{i}\equiv {\begin{cases}(\mathbb {Z} /q_{i}\mathbb {Z} )^{\times }&\mod q_{i}\\\{1\}&\mod q_{j},j\neq i.\end{cases}}}
Тада је {\displaystyle (\mathbb {Z} /m\mathbb {Z} )^{\times }\cong G_{1}\times G_{2}\times ...\times G_{k}}
и свако {\displaystyle a\in (\mathbb {Z} /m\mathbb {Z} )^{\times }} одговара {\displaystyle k}-торки  {\displaystyle (a_{1},a_{2},...a_{k})} где је {\displaystyle a_{i}\in G_{i}} и {\displaystyle a_{i}\equiv a{\pmod {q_{i}}}.}  
Свако {\displaystyle a\in (\mathbb {Z} /m\mathbb {Z} )^{\times }} може се јединствено факторисати као {\displaystyle a=a_{1}a_{2}...a_{k}.}

Ако је {\displaystyle \chi _{m,\_}} карактер мод {\displaystyle m,} на подгрупи {\displaystyle G_{i}} он мора бити идентичан неком {\displaystyle \chi _{q_{i},\_}} мод {\displaystyle q_{i}}. Тада је
{\displaystyle \chi _{m,\_}(a)=\chi _{m,\_}(a_{1}a_{2}...)=\chi _{m,\_}(a_{1})\chi _{m,\_}(a_{2})...=\chi _{q_{1},\_}(a_{1})\chi _{q_{2},\_}(a_{2})...,}
што показује да је сваки карактер мод {\displaystyle m} производ карактера мод {\displaystyle q_{i}}. 
За {\displaystyle (t,m)=1} дефинишемо
{\displaystyle \chi _{m,t}=\chi _{q_{1},t}\chi _{q_{2},t}...}
Тада за {\displaystyle (rs,m)=1} и све {\displaystyle a} и {\displaystyle b}
{\displaystyle \chi _{m,r}(a)\chi _{m,r}(b)=\chi _{m,r}(ab),} што показује да је {\displaystyle \chi _{m,r}} карактер, и
{\displaystyle \chi _{m,r}(a)\chi _{m,s}(a)=\chi _{m,rs}(a),} што показује изоморфизам {\displaystyle {\widehat {(\mathbb {Z} /m\mathbb {Z} )^{\times }}}\cong (\mathbb {Z} /m\mathbb {Z} )^{\times }.}

#### Примериm= 15, 24, 40
{\displaystyle (\mathbb {Z} /15\mathbb {Z} )^{\times }\cong (\mathbb {Z} /3\mathbb {Z} )^{\times }\times (\mathbb {Z} /5\mathbb {Z} )^{\times }.}
Факторизација карактера мод 15 је
{\displaystyle {\begin{array}{|c|c|c|c|c|c|c|}&\chi _{5,1}&\chi _{5,2}&\chi _{5,3}&\chi _{5,4}\\\hline \chi _{3,1}&\chi _{15,1}&\chi _{15,7}&\chi _{15,13}&\chi _{15,4}\\\chi _{3,2}&\chi _{15,11}&\chi _{15,2}&\chi _{15,8}&\chi _{15,14}\\\end{array}}}
Ненулте вредности карактера мод 15 су
{\displaystyle {\begin{array}{|||}&1&2&4&7&8&11&13&14\\\hline \chi _{15,1}&1&1&1&1&1&1&1&1\\\chi _{15,2}&1&-i&-1&i&i&-1&-i&1\\\chi _{15,4}&1&-1&1&-1&-1&1&-1&1\\\chi _{15,7}&1&i&-1&i&-i&1&-i&-1\\\chi _{15,8}&1&i&-1&-i&-i&-1&i&1\\\chi _{15,11}&1&-1&1&1&-1&-1&1&-1\\\chi _{15,13}&1&-i&-1&-i&i&1&i&-1\\\chi _{15,14}&1&1&1&-1&1&-1&-1&-1\\\end{array}}}.
{\displaystyle (\mathbb {Z} /24\mathbb {Z} )^{\times }\cong (\mathbb {Z} /8\mathbb {Z} )^{\times }\times (\mathbb {Z} /3\mathbb {Z} )^{\times }.}
Факторизација карактера мод 24 је
{\displaystyle {\begin{array}{|c|c|c|c|c|c|c|}&\chi _{8,1}&\chi _{8,3}&\chi _{8,5}&\chi _{8,7}\\\hline \chi _{3,1}&\chi _{24,1}&\chi _{24,19}&\chi _{24,13}&\chi _{24,7}\\\chi _{3,2}&\chi _{24,17}&\chi _{24,11}&\chi _{24,5}&\chi _{24,23}\\\end{array}}}
Ненулте вредности карактера мод 24 су
{\displaystyle {\begin{array}{|||}&1&5&7&11&13&17&19&23\\\hline \chi _{24,1}&1&1&1&1&1&1&1&1\\\chi _{24,5}&1&1&1&1&-1&-1&-1&-1\\\chi _{24,7}&1&1&-1&-1&1&1&-1&-1\\\chi _{24,11}&1&1&-1&-1&-1&-1&1&1\\\chi _{24,13}&1&-1&1&-1&-1&1&-1&1\\\chi _{24,17}&1&-1&1&-1&1&-1&1&-1\\\chi _{24,19}&1&-1&-1&1&-1&1&1&-1\\\chi _{24,23}&1&-1&-1&1&1&-1&-1&1\\\end{array}}}.
{\displaystyle (\mathbb {Z} /40\mathbb {Z} )^{\times }\cong (\mathbb {Z} /8\mathbb {Z} )^{\times }\times (\mathbb {Z} /5\mathbb {Z} )^{\times }.}
Факторизација карактера мод 40 је
{\displaystyle {\begin{array}{|c|c|c|c|c|c|c|}&\chi _{8,1}&\chi _{8,3}&\chi _{8,5}&\chi _{8,7}\\\hline \chi _{5,1}&\chi _{40,1}&\chi _{40,11}&\chi _{40,21}&\chi _{40,31}\\\chi _{5,2}&\chi _{40,17}&\chi _{40,27}&\chi _{40,37}&\chi _{40,7}\\\chi _{5,3}&\chi _{40,33}&\chi _{40,3}&\chi _{40,13}&\chi _{40,23}\\\chi _{5,4}&\chi _{40,9}&\chi _{40,19}&\chi _{40,29}&\chi _{40,39}\\\end{array}}}
Ненулте вредности карактера мод 40 су
{\displaystyle {\begin{array}{|||}&1&3&7&9&11&13&17&19&21&23&27&29&31&33&37&39\\\hline \chi _{40,1}&1&1&1&1&1&1&1&1&1&1&1&1&1&1&1&1\\\chi _{40,3}&1&i&i&-1&1&-i&-i&-1&-1&-i&-i&1&-1&i&i&1\\\chi _{40,7}&1&i&-i&-1&-1&-i&i&1&1&i&-i&-1&-1&-i&i&1\\\chi _{40,9}&1&-1&-1&1&1&-1&-1&1&1&-1&-1&1&1&-1&-1&1\\\chi _{40,11}&1&1&-1&1&1&-1&1&1&-1&-1&1&-1&-1&1&-1&-1\\\chi _{40,13}&1&-i&-i&-1&-1&-i&-i&1&-1&i&i&1&1&i&i&-1\\\chi _{40,17}&1&-i&i&-1&1&-i&i&-1&1&-i&i&-1&1&-i&i&-1\\\chi _{40,19}&1&-1&1&1&1&1&-1&1&-1&1&-1&-1&-1&-1&1&-1\\\chi _{40,21}&1&-1&1&1&-1&-1&1&-1&-1&1&-1&-1&1&1&-1&1\\\chi _{40,23}&1&-i&i&-1&-1&i&-i&1&1&-i&i&-1&-1&i&-i&1\\\chi _{40,27}&1&-i&-i&-1&1&i&i&-1&-1&i&i&1&-1&-i&-i&1\\\chi _{40,29}&1&1&-1&1&-1&1&-1&-1&-1&-1&1&-1&1&-1&1&1\\\chi _{40,31}&1&-1&-1&1&-1&1&1&-1&1&-1&-1&1&-1&1&1&-1\\\chi _{40,33}&1&i&-i&-1&1&i&-i&-1&1&i&-i&-1&1&i&-i&-1\\\chi _{40,37}&1&i&i&-1&-1&i&i&1&-1&-i&-i&1&1&-i&-i&-1\\\chi _{40,39}&1&1&1&1&-1&-1&-1&-1&1&1&1&1&-1&-1&-1&-1\\\end{array}}}.

### Резиме
Нека је {\displaystyle m=p_{1}^{k_{1}}p_{2}^{k_{2}}\cdots =q_{1}q_{2}\cdots }, {\displaystyle p_{1}<p_{2}<\dots } факторизација од {\displaystyle m} и претпоставимо {\displaystyle (rs,m)=1.}
Постоји {\displaystyle \phi (m)} Дирихлеових карактера мод {\displaystyle m.} Означавају се са {\displaystyle \chi _{m,r},} где је {\displaystyle \chi _{m,r}=\chi _{m,s}} еквивалентно са {\displaystyle r\equiv s{\pmod {m}}.}
Идентитет {\displaystyle \chi _{m,r}(a)\chi _{m,s}(a)=\chi _{m,rs}(a)\;} је изоморфизам {\displaystyle {\widehat {(\mathbb {Z} /m\mathbb {Z} )^{\times }}}\cong (\mathbb {Z} /m\mathbb {Z} )^{\times }.}
Сваки карактер мод {\displaystyle m} има јединствену факторизацију као производ карактера мод степена простих бројева који деле {\displaystyle m}:
{\displaystyle \chi _{m,r}=\chi _{q_{1},r}\chi _{q_{2},r}...}
Ако је {\displaystyle m=m_{1}m_{2},(m_{1},m_{2})=1} производ {\displaystyle \chi _{m_{1},r}\chi _{m_{2},s}} је карактер {\displaystyle \chi _{m,t}} где је {\displaystyle t} дато са {\displaystyle t\equiv r{\pmod {m_{1}}}} и {\displaystyle t\equiv s{\pmod {m_{2}}}.}
Такође,
{\displaystyle \chi _{m,r}(s)=\chi _{m,s}(r)}

## Ортогоналност
Две релације ортогоналности су
{\displaystyle \sum _{a\in (\mathbb {Z} /m\mathbb {Z} )^{\times }}\chi (a)={\begin{cases}\phi (m)&{\text{ ако је  }}\;\chi =\chi _{0}\\0&{\text{ ако је  }}\;\chi \neq \chi _{0}\end{cases}}}     и     {\displaystyle \sum _{\chi \in {\widehat {(\mathbb {Z} /m\mathbb {Z} )^{\times }}}}\chi (a)={\begin{cases}\phi (m)&{\text{ ако је  }}\;a\equiv 1{\pmod {m}}\\0&{\text{ ако је  }}\;a\not \equiv 1{\pmod {m}}.\end{cases}}}
Релације се могу написати у симетричном облику
{\displaystyle \sum _{a\in (\mathbb {Z} /m\mathbb {Z} )^{\times }}\chi _{m,r}(a)={\begin{cases}\phi (m)&{\text{ ако је  }}\;r\equiv 1\\0&{\text{ ако је  }}\;r\not \equiv 1\end{cases}}}     и     {\displaystyle \sum _{r\in (\mathbb {Z} /m\mathbb {Z} )^{\times }}\chi _{m,r}(a)={\begin{cases}\phi (m)&{\text{ ако је  }}\;a\equiv 1\\0&{\text{ ако је  }}\;a\not \equiv 1.\end{cases}}}
Прва релација је лака за доказивање: Ако је {\displaystyle \chi =\chi _{0}} постоји {\displaystyle \phi (m)} ненултих сабирака, сваки једнак 1. Ако је {\displaystyle \chi \neq \chi _{0}} постоји  неко {\displaystyle a^{*},\;(a^{*},m)=1,\;\chi (a^{*})\neq 1.}  Тада је
{\displaystyle \chi (a^{*})\sum _{a\in (\mathbb {Z} /m\mathbb {Z} )^{\times }}\chi (a)=\sum _{a}\chi (a^{*})\chi (a)=\sum _{a}\chi (a^{*}a)=\sum _{a}\chi (a),}   што имплицира
{\displaystyle (\chi (a^{*})-1)\sum _{a}\chi (a)=0.}   Дељењем са првим фактором добија се {\displaystyle \sum _{a}\chi (a)=0,} ш.т.д. Идентитет {\displaystyle \chi _{m,r}(s)=\chi _{m,s}(r)} за {\displaystyle (rs,m)=1} показује да су релације еквивалентне.
Друга релација се може доказати директно на исти начин, али захтева лему
За дато {\displaystyle a\not \equiv 1{\pmod {m}},\;(a,m)=1,} постоји {\displaystyle \chi ^{*},\;\chi ^{*}(a)\neq 1.}
Друга релација има важну последицу: ако је {\displaystyle (a,m)=1,} дефинишимо функцију
{\displaystyle f_{a}(n)={\frac {1}{\phi (m)}}\sum _{\chi }{\bar {\chi }}(a)\chi (n).}   Тада је
{\displaystyle f_{a}(n)={\frac {1}{\phi (m)}}\sum _{\chi }\chi (a^{-1})\chi (n)={\frac {1}{\phi (m)}}\sum _{\chi }\chi (a^{-1}n)={\begin{cases}1,&n\equiv a{\pmod {m}}\\0,&n\not \equiv a{\pmod {m}},\end{cases}}}
то јест, {\displaystyle f_{a}=\mathbb {1} _{[a]}} је индикаторска функција класе остатака {\displaystyle [a]=\{x:\;x\equiv a{\pmod {m}}\}}. Ово је основа у доказу Дирихлеове теореме.

## Класификација карактера

### Кондуктор; Примитивни и индуковани карактери
Сваки карактер мод степена простог броја је такође карактер мод сваког већег степена. На пример, мод 16
{\displaystyle {\begin{array}{|||}&1&3&5&7&9&11&13&15\\\hline \chi _{16,3}&1&-i&-i&1&-1&i&i&-1\\\chi _{16,9}&1&-1&-1&1&1&-1&-1&1\\\chi _{16,15}&1&-1&1&-1&1&-1&1&-1\\\end{array}}}
{\displaystyle \chi _{16,3}} има период 16, али {\displaystyle \chi _{16,9}} има период 8, а {\displaystyle \chi _{16,15}} има период 4:   {\displaystyle \chi _{16,9}=\chi _{8,5}} и  {\displaystyle \chi _{16,15}=\chi _{8,7}=\chi _{4,3}.}
Кажемо да карактер {\displaystyle \chi } модула {\displaystyle q} има квазипериод {\displaystyle d} ако је {\displaystyle \chi (m)=\chi (n)} за све {\displaystyle m}, {\displaystyle n} узајамно просте са {\displaystyle q} који задовољавају {\displaystyle m\equiv n} мод {\displaystyle d}. На пример, {\displaystyle \chi _{2,1}}, једини Дирихлеов карактер модула {\displaystyle 2}, има квазипериод {\displaystyle 1}, али не и период {\displaystyle 1} (има период {\displaystyle 2}). Најмањи позитиван цео број за који је {\displaystyle \chi } квазипериодичан је кондуктор од {\displaystyle \chi }. Тако, на пример, {\displaystyle \chi _{2,1}} има кондуктор {\displaystyle 1}.
Кондуктор од {\displaystyle \chi _{16,3}} је 16, кондуктор од {\displaystyle \chi _{16,9}} је 8, а од {\displaystyle \chi _{16,15}} и {\displaystyle \chi _{8,7}} је 4. Ако су модул и кондуктор једнаки, карактер је примитиван, иначе је непримитиван. Непримитиван карактер је индукован карактером за најмањи модул: {\displaystyle \chi _{16,9}} је индукован из {\displaystyle \chi _{8,5}}, а {\displaystyle \chi _{16,15}} и {\displaystyle \chi _{8,7}} су индуковани из {\displaystyle \chi _{4,3}}.
Сличан феномен се може десити са карактером мод производа простих бројева; његове ненулте вредности могу бити периодичне са мањим периодом.
На пример, мод 15,
{\displaystyle {\begin{array}{|||}&1&2&3&4&5&6&7&8&9&10&11&12&13&14&15\\\hline \chi _{15,8}&1&i&0&-1&0&0&-i&-i&0&0&-1&0&i&1&0\\\chi _{15,11}&1&-1&0&1&0&0&1&-1&0&0&-1&0&1&-1&0\\\chi _{15,13}&1&-i&0&-1&0&0&-i&i&0&0&1&0&i&-1&0\\\end{array}}}.
Ненулте вредности {\displaystyle \chi _{15,8}} имају период 15, док вредности {\displaystyle \chi _{15,11}} имају период 3, а {\displaystyle \chi _{15,13}} имају период 5. Ово је лакше видети када се упореде са карактерима мод 3 и 5:
{\displaystyle {\begin{array}{|||}&1&2&3&4&5&6&7&8&9&10&11&12&13&14&15\\\hline \chi _{15,11}&1&-1&0&1&0&0&1&-1&0&0&-1&0&1&-1&0\\\chi _{3,2}&1&-1&0&1&-1&0&1&-1&0&1&-1&0&1&-1&0\\\hline \chi _{15,13}&1&-i&0&-1&0&0&-i&i&0&0&1&0&i&-1&0\\\chi _{5,3}&1&-i&i&-1&0&1&-i&i&-1&0&1&-i&i&-1&0\\\end{array}}}.
Ако је карактер мод {\displaystyle m=qr,\;\;(q,r)=1,\;\;q>1,\;\;r>1} дефинисан као
{\displaystyle \chi _{m,\_}(a)={\begin{cases}0&{\text{ ако је  }}\gcd(a,m)>1\\\chi _{q,\_}(a)&{\text{ ако је  }}\gcd(a,m)=1\end{cases}}},   или еквивалентно као {\displaystyle \chi _{m,\_}=\chi _{q,\_}\chi _{r,1},}
његове ненулте вредности су одређене карактером мод {\displaystyle q} и имају период {\displaystyle q}.
Најмањи период ненултих вредности је кондуктор карактера. На пример, кондуктор од {\displaystyle \chi _{15,8}} је 15, кондуктор од {\displaystyle \chi _{15,11}} је 3, а од {\displaystyle \chi _{15,13}} је 5.
Као и у случају степена простих бројева, ако је кондуктор једнак модулу, карактер је примитиван, иначе је непримитиван. Ако је непримитиван, он је индукован карактером са мањим модулом. На пример, {\displaystyle \chi _{15,11}} је индукован из {\displaystyle \chi _{3,2}}, а {\displaystyle \chi _{15,13}} из {\displaystyle \chi _{5,3}}.
Главни карактер није примитиван.
Карактер {\displaystyle \chi _{m,r}=\chi _{q_{1},r}\chi _{q_{2},r}...} је примитиван ако и само ако је сваки од фактора примитиван.
Примитивни карактери често поједностављују (или омогућавају) формуле у теоријама L-функција и модуларних форми.

### Парност
{\displaystyle \chi (a)} је паран ако је {\displaystyle \chi (-1)=1} и непаран ако је {\displaystyle \chi (-1)=-1.}
Ова разлика се појављује у функционалној једначини Дирихлеове L-функције.

### Ред
Ред карактера је његов ред као елемента групе {\displaystyle {\widehat {(\mathbb {Z} /m\mathbb {Z} )^{\times }}}}, тј. најмањи позитиван цео број {\displaystyle n} такав да је {\displaystyle \chi ^{n}=\chi _{0}.} Због изоморфизма {\displaystyle {\widehat {(\mathbb {Z} /m\mathbb {Z} )^{\times }}}\cong (\mathbb {Z} /m\mathbb {Z} )^{\times }} ред од {\displaystyle \chi _{m,r}} је исти као ред од {\displaystyle r} у {\displaystyle (\mathbb {Z} /m\mathbb {Z} )^{\times }.} Главни карактер има ред 1; други реални карактери имају ред 2, а имагинарни карактери имају ред 3 или већи. По Лагранжовој теореми ред карактера дели ред од {\displaystyle {\widehat {(\mathbb {Z} /m\mathbb {Z} )^{\times }}}}, што је {\displaystyle \phi (m)}.

### Реални карактери
{\displaystyle \chi (a)} је реалан или квадратан ако су све његове вредности реалне (морају бити {\displaystyle 0,\;\pm 1}); иначе је комлексан или имагинаран.
{\displaystyle \chi } је реалан ако и само ако је {\displaystyle \chi ^{2}=\chi _{0}}; {\displaystyle \chi _{m,k}} је реалан ако и само ако је {\displaystyle k^{2}\equiv 1{\pmod {m}}}; посебно, {\displaystyle \chi _{m,-1}} је реалан и није главни.
Дирихлеов оригинални доказ да је {\displaystyle L(1,\chi )\neq 0} (који је важио само за просте модуле) имао је два различита облика у зависности од тога да ли је {\displaystyle \chi } реалан или не. Његов каснији доказ, важећи за све модуле, био је заснован на његовој формули броја класа.
Реални карактери су Кронекерови симболи; на пример, главни карактер се може написати
{\displaystyle \chi _{m,1}=\left({\frac {m^{2}}{\bullet }}\right)}.
Реални карактери у примерима су:

#### Главни
Ако је {\displaystyle m=p_{1}^{k_{1}}p_{2}^{k_{2}}...,\;p_{1}<p_{2}<\;...} главни карактер је {\displaystyle \chi _{m,1}=\left({\frac {p_{1}^{2}p_{2}^{2}...}{\bullet }}\right).}
{\displaystyle \chi _{16,1}=\chi _{8,1}=\chi _{4,1}=\chi _{2,1}=\left({\frac {4}{\bullet }}\right)}  
{\displaystyle \chi _{9,1}=\chi _{3,1}=\left({\frac {9}{\bullet }}\right)}  
{\displaystyle \chi _{5,1}=\left({\frac {25}{\bullet }}\right)}  
{\displaystyle \chi _{7,1}=\left({\frac {49}{\bullet }}\right)}  
{\displaystyle \chi _{15,1}=\left({\frac {225}{\bullet }}\right)}  
{\displaystyle \chi _{24,1}=\left({\frac {36}{\bullet }}\right)}  
{\displaystyle \chi _{40,1}=\left({\frac {100}{\bullet }}\right)}  

#### Примитивни
Ако је модул апсолутна вредност фундаменталног дискриминанта, постоји реалан примитиван карактер (постоје два ако је модул дељив са 8); иначе, ако постоје примитивни карактери они су имагинарни.
{\displaystyle \chi _{3,2}=\left({\frac {-3}{\bullet }}\right)}  
{\displaystyle \chi _{4,3}=\left({\frac {-4}{\bullet }}\right)}  
{\displaystyle \chi _{5,4}=\left({\frac {5}{\bullet }}\right)}  
{\displaystyle \chi _{7,6}=\left({\frac {-7}{\bullet }}\right)}  
{\displaystyle \chi _{8,3}=\left({\frac {-8}{\bullet }}\right)}  
{\displaystyle \chi _{8,5}=\left({\frac {8}{\bullet }}\right)}  
{\displaystyle \chi _{15,14}=\left({\frac {-15}{\bullet }}\right)}  
{\displaystyle \chi _{24,5}=\left({\frac {-24}{\bullet }}\right)}  
{\displaystyle \chi _{24,11}=\left({\frac {24}{\bullet }}\right)}  
{\displaystyle \chi _{40,19}=\left({\frac {-40}{\bullet }}\right)}  
{\displaystyle \chi _{40,29}=\left({\frac {40}{\bullet }}\right)}

#### Непримитивни
{\displaystyle \chi _{8,7}=\chi _{4,3}=\left({\frac {-4}{\bullet }}\right)}  
{\displaystyle \chi _{9,8}=\chi _{3,2}=\left({\frac {-3}{\bullet }}\right)}  
{\displaystyle \chi _{15,4}=\chi _{5,4}\chi _{3,1}=\left({\frac {45}{\bullet }}\right)}  
{\displaystyle \chi _{15,11}=\chi _{3,2}\chi _{5,1}=\left({\frac {-75}{\bullet }}\right)}  
{\displaystyle \chi _{16,7}=\chi _{8,3}=\left({\frac {-8}{\bullet }}\right)}  
{\displaystyle \chi _{16,9}=\chi _{8,5}=\left({\frac {8}{\bullet }}\right)}  
{\displaystyle \chi _{16,15}=\chi _{4,3}=\left({\frac {-4}{\bullet }}\right)}  
{\displaystyle \chi _{24,7}=\chi _{8,7}\chi _{3,1}=\chi _{4,3}\chi _{3,1}=\left({\frac {-36}{\bullet }}\right)}  
{\displaystyle \chi _{24,13}=\chi _{8,5}\chi _{3,1}=\left({\frac {72}{\bullet }}\right)}  
{\displaystyle \chi _{24,17}=\chi _{3,2}\chi _{8,1}=\left({\frac {-12}{\bullet }}\right)}  
{\displaystyle \chi _{24,19}=\chi _{8,3}\chi _{3,1}=\left({\frac {-72}{\bullet }}\right)}  
{\displaystyle \chi _{24,23}=\chi _{8,7}\chi _{3,2}=\chi _{4,3}\chi _{3,2}=\left({\frac {12}{\bullet }}\right)}  
{\displaystyle \chi _{40,9}=\chi _{5,4}\chi _{8,1}=\left({\frac {20}{\bullet }}\right)}  
{\displaystyle \chi _{40,11}=\chi _{8,3}\chi _{5,1}=\left({\frac {-200}{\bullet }}\right)}  
{\displaystyle \chi _{40,21}=\chi _{8,5}\chi _{5,1}=\left({\frac {200}{\bullet }}\right)}  
{\displaystyle \chi _{40,31}=\chi _{8,7}\chi _{5,1}=\chi _{4,3}\chi _{5,1}=\left({\frac {-100}{\bullet }}\right)}  
{\displaystyle \chi _{40,39}=\chi _{8,7}\chi _{5,4}=\chi _{4,3}\chi _{5,4}=\left({\frac {-20}{\bullet }}\right)}  

## Примене

### L-функције
Дирихлеова L-серија за карактер {\displaystyle \chi } је
{\displaystyle L(s,\chi )=\sum _{n=1}^{\infty }{\frac {\chi (n)}{n^{s}}}.}
Ова серија конвергира само за {\displaystyle {\mathfrak {R}}(s)>1}; може се аналитички наставити на мероморфну функцију.
Дирихле је увео {\displaystyle L}-функцију заједно са карактерима у свом раду из 1837. године.

### Модуларне форме и функције
Дирихлеови карактери се појављују на неколико места у теорији модуларних форми и функција. Типичан пример је
Нека је {\displaystyle \chi \in {\widehat {(\mathbb {Z} /M\mathbb {Z} )^{\times }}}} и нека је {\displaystyle \chi _{1}\in {\widehat {(\mathbb {Z} /N\mathbb {Z} )^{\times }}}} примитиван.
Ако је
{\displaystyle f(z)=\sum a_{n}z^{n}\in M_{k}(M,\chi )}
дефинишемо
{\displaystyle f_{\chi _{1}}(z)=\sum \chi _{1}(n)a_{n}z^{n}},  
Тада је
{\displaystyle f_{\chi _{1}}(z)\in M_{k}(MN^{2},\chi \chi _{1}^{2})}. Ако је {\displaystyle f} касп форма, такође је и {\displaystyle f_{\chi _{1}}.}
Погледати тета серију Дирихлеовог карактера за други пример.

### Гаусов збир
Гаусов збир Дирихлеовог карактера модуло N је
{\displaystyle G(\chi )=\sum _{a=1}^{N}\chi (a)e^{\frac {2\pi ia}{N}}.}
Појављује се у функционалној једначини Дирихлеове L-функције.

### Јакобијев збир
Ако су {\displaystyle \chi } и {\displaystyle \psi } Дирихлеови карактери мод простог броја {\displaystyle p}, њихов Јакобијев збир је
{\displaystyle J(\chi ,\psi )=\sum _{a=2}^{p-1}\chi (a)\psi (1-a).}
Јакобијеви збирови се могу факторисати у производе Гаусових збирова.

### Клостерманов збир
Ако је {\displaystyle \chi } Дирихлеов карактер мод {\displaystyle q} и {\displaystyle \zeta =e^{\frac {2\pi i}{q}}}, Клостерманов збир {\displaystyle K(a,b,\chi )} је дефинисан као
{\displaystyle K(a,b,\chi )=\sum _{r\in (\mathbb {Z} /q\mathbb {Z} )^{\times }}\chi (r)\zeta ^{ar+{\frac {b}{r}}}.}
Ако је {\displaystyle b=0}, то је Гаусов збир.

## Довољни услови
Није неопходно установити дефинишућа својства 1) – 3) да би се показало да је функција Дирихлеов карактер.

### Из Давенпортове књиге
Ако је {\displaystyle \mathrm {X} :\mathbb {Z} \rightarrow \mathbb {C} } таква да је
1)   {\displaystyle \mathrm {X} (ab)=\mathrm {X} (a)\mathrm {X} (b),}
2)   {\displaystyle \mathrm {X} (a+m)=\mathrm {X} (a)},
3)   Ако је {\displaystyle \gcd(a,m)>1} онда је {\displaystyle \mathrm {X} (a)=0}, али
4)   {\displaystyle \mathrm {X} (a)} није увек 0,
онда је {\displaystyle \mathrm {X} (a)} један од {\displaystyle \phi (m)} карактера мод {\displaystyle m}

### Саркозијев услов
Дирихлеов карактер је потпуно мултипликативна функција {\displaystyle f:\mathbb {N} \rightarrow \mathbb {C} } која задовољава линеарну рекурентну релацију: то јест, ако је {\displaystyle a_{1}f(n+b_{1})+\cdots +a_{k}f(n+b_{k})=0}
за све позитивне целе бројеве {\displaystyle n}, где {\displaystyle a_{1},\ldots ,a_{k}} нису сви нула и {\displaystyle b_{1},\ldots ,b_{k}} су различити, онда је {\displaystyle f} Дирихлеов карактер.

### Чудаковљев услов
Дирихлеов карактер је потпуно мултипликативна функција {\displaystyle f:\mathbb {N} \rightarrow \mathbb {C} } која задовољава следећа три својства: а) {\displaystyle f} узима само коначно много вредности; б) {\displaystyle f} се поништава на само коначно много простих бројева; ц) постоји {\displaystyle \alpha \in \mathbb {C} } за које је остатак
{\displaystyle \left|\sum _{n\leq x}f(n)-\alpha x\right|}
униформно ограничен, када {\displaystyle x\rightarrow \infty }. Ова еквивалентна дефиниција Дирихлеових карактера претпостављена је од стране Чудакова 1956. године, а доказана је 2017. од стране Клурмана и Мангерела.

## Неки значајни специјални модули
- 8, најмањи модул чији Дирихлеови карактери захтевају више од једног генератора
- 13, најмањи модул чији Дирихлеови карактери садрже бројеве {\displaystyle \alpha } такве да не постоје прости бројеви p у {\displaystyle Z} који су и даље прости у {\displaystyle Z[\alpha ]}
- 19, најмањи модул чији Дирихлеови карактери садрже бројеве чији реални и имагинарни делови нису конструктибилни бројеви
- 24, највећи модул чији су сви Дирихлеови карактери реални (Дирихлеови карактери броја n су сви реални ако и само ако је n делитељ 24)
- 47, најмањи модул чији Дирихлеови карактери садрже бројеве {\displaystyle \alpha } такве да је број класе {\displaystyle h^{-}} циклотомичног поља {\displaystyle Q(\alpha )} већи од 1
- 120, најмањи модул чији Дирихлеови карактери захтевају више од три генератора
- 149, најмањи модул чији Дирихлеови карактери садрже бројеве {\displaystyle \alpha } такве да пун број класе {\displaystyle h^{-}\cdot h^{+}} циклотомичног поља {\displaystyle Q(\alpha )} није узајамно прост са најмањим бројем таквим да је {\displaystyle \alpha ^{n}=1} (повезано са ирегуларни прост број)
- 240, највећи модул чији су сви Дирихлеови карактери Гаусови цели бројеви (Дирихлеови карактери броја n су сви Гаусови цели бројеви ако и само ако је n делитељ 240)
- 383, најмањи модул чији Дирихлеови карактери садрже бројеве {\displaystyle \alpha } такве да је број класе {\displaystyle h^{+}} циклотомичног поља {\displaystyle Q(\alpha )} већи од 1
- 504, највећи модул чији су сви Дирихлеови карактери Ајзенштајнови цели бројеви (Дирихлеови карактери броја n су сви Ајзенштајнови цели бројеви ако и само ако је n делитељ 504)
- 840, најмањи модул чији Дирихлеови карактери захтевају више од четири генератора